# 페어딜 정책
페어딜 정책(Fair Deal)은 F.D.루스벨트 당시의 뉴딜정책을 주로 계승한 사회복지정책이다. 1949년 트루먼은 첫 연두교서에서 “미국 국민은 모두 정부의 공정한 조치(페어 딜)를 받을 것을 기대하는 권리를 가진다”라고 선언하고, 페어딜의 구체적인 정책을 발표하였다.
민주당이 다수를 차지한 의회에서 실현된 주요한 것을 들면, ① 노동공정기준법의 개정에 따라 최저임금을 인상하였고 ② 공공주택법을 제정하여 빈민지역의 재개발과 저소득자를 위한 공공주택 건설을 추진하였으며 ③ 사회보장법을 개정하여 그 수익자층을 확대한 것 등이다.
그러나 선거 때 공약하였던 태프트하틀리법의 폐지와 공민권보호법의 제정은, 의회에서 공화당과 민주당 보수파의 단합에 의해서 실현이 저지되었다. 이리하여 적극적으로 추진되었던 페어딜도 제2차 세계대전 후 긴박한 국제긴장상황 속에서 급기야 1950년에 6 •25전쟁이 발발했기 때문에 트루먼 정부의 정책방향의 전환으로 폐기되었다.

## 개요
기본요강은 1945년초에 윤곽이 잡혔다. 그해 전후(戰後) 처음으로 의회에 보낸 교서에서 트루먼은 사회보장제도의 확대, 새로운 임금•노동시간 및 공공주택법의 제정, 고용상의 인종적•종교적 차별을 금지하는 항구적인 공정고용법 시행 등을 촉구했다.
그러나 인플레이션과 평시 경제로의 전환 문제에 골몰하고 있던 의회는 그 제안에 주의를 기울이지 않았다. 비록 1946년 고용법을 통과시켰으나 완전고용을 실현하고, 건전한 국가 경제를 유지하기 위해 3명의 경제자문위원회를 설치하는 것은 전적으로 정부의 책임에 속한다고 명시했다.
1948년 11월 선거에서 뜻밖의 승리를 거둔 트루먼은 페어 딜이라는 구호를 내걸고 자신의 개혁안을 다시 촉구했다(1949. 1. 20). 주로 경제문제에 관심을 두고 있던 제81차 의회는 대통령의 제안 가운데 몇 가지만을 입법하는 데 동의하면서도 최저 임금을 인상하고, 빈민촌을 없애나가며 1,000만 명까지 추가로 노인연금제도를 확대하기로 했다.

## 인권운동
트루먼은 상원으로 있을 당시에는 인권운동에 귀를 귀울이지 않다가 대통령이 된 후 인권운동에 앞장서기 시작했다. 그러나 보수파와 의견이 충돌하고 방해를 받으면서 거의 모든 제안이 거절되었다. 특히 인권운동의 주축에 있던 흑인은 법률적인 형식 관계의 면에서는 백인과 다를 바 없으나, 실제의 사회적 관계에서는 불평등과 차별이 만연해 있으며 남북전쟁 이후에도 여전히 남부지역에서는 흑인에 대한 차별과 탄압이 횡행했고 흑인이 누려야 할 시민권의 행사에도 여러 가지 제약을 가했다.
남부에 비해서는 상대적으로 나은 편이었지만 북부에서도 여전히 사회적 불평등이 엄존하고 있었기 때문에 전체적으로 볼 때 흑인들에 대한 억압적인 현상은 일반적이었다. 그 결과 흑인들 내부에서는 사회적 불평등에 저항하려는 움직임이 끊이지 않고 제기되었는데, 20세기에 들어서서 전미유색인지위향상협회(NAACP)등의 단체가 흑인들에 대한 차별을 비롯한 여러 가지 인종적 억압에 맞서 다양한 활동을 전개했다.
한편 제1•2차 세계대전이 끝나면서 미국 내부에서 흑인들의 사회적인 권익의 부분적인 향상을 가져오는 여건이 조성되었다. 또 보통교육의 확대와 사회보장의 발달로 인해 흑인들의 사회적•문화적 지위가 향상되고, 또한 흑인들의 조직적이고 비폭력적인 저항운동이 확산됨으로써 흑인들의 권익에 대한 전통적인 차별은 크게 약화되어갔다. 물론 전 세계에 걸쳐 확산된 반(反)인종주의적인 흐름이 이러한 상황 변화에 한몫을 했다.

## 1949년 주택법제정
1949년 주택법 제정(Housing Act of 1949)은 페어딜에서 얻은 주요한 입법상의 업적이다.이전에도 주택법이 있었지만, 이는 중산층의 주택소유를 돕기위한 정책이었고, 저소득층을 위한 법이라고 할 수 없었다. 그러나 1949년 주택법의 제정은 연방정부가 구체적으로 저소득층 주택문제에 대대적으로 개입하게 된 가장 큰 동기가 되었다.
주택법의 목적은 모든 미국 가정에게 버젓한 주택과 적당한 생활환경(a decent home and a suitable living environment for every American Family)을 제공하는 데 있었다. 특히 향후 6년간에 걸쳐서 81만호의 주택을 건설하겠다고 선언하였다. 가장 중요한 정책수단으로서는 주택시설이 낙후된 지역을 철거하고(clearance of slums and blighted areas)새로운 주택을 건설(new construction)하는 것에 있었다.
이처럼 야심찬 목적과는 달리 1949년 주택법은 그 목적을 실행하는 데 필요한 재원을 충분하게 마련하지 못하였다. 따라서 그 성과는 미흡하기 짝이 없었고 실제 건설된 주택의 수는 연평균 2~3만호에 지나지 않았다.

## 1950년 사회 보장법 개정
1950년 사회 보장법 개정에서는 기존에 있던 1935년 루즈벨트 대통령이 제정했던 법을 바탕으로 노인들에 대한 사회적인 보장을 확대시키고 최저임금을 높임으로써 중산층과 노동자들에게 각광을 받았다. 또한 대부분의 가족이 기부 보험 제도를 통해 보호를 얻을 수있게 제작함으로써 보험 혜택을 증가하게 되고 궁극적으로 공공 자선 행위에 대한 의존도를 줄이도록 하였다. 트루먼 대통령은 이 법안에 대해 모든 시민을 위해 자유와 보안을 제공할 수 있는 것을 증명하는 최상의 방법이라고 하였다.

## 같이 보기
- 뉴딜정책

## 참고 문헌
1. ↑  http://www.uwm.edu/~kim/papers/Land_2006_8.pdf%5B깨진+링크(과거+내용+찾기)%5D